# Andreas Pfingstner
Andreas Pfingstner (* 24. März 1993 in Judenburg) ist ein österreichischer Fußballspieler.

## Karriere
Pfingstner begann seine Karriere beim WSV St. Lambrecht. 2007 ging er in die AKA Salzburg.
Als 17-Jähriger wechselte Andreas Pfingstner im Sommer 2010 nach Deutschland zur von Roland Kroos trainierten und in der Bundesliga spielberechtigten A-Jugend von Hansa Rostock. In seiner ersten Saison bei den Ostseestädtern erreichte der Innenverteidiger Platz 5 in der Liga und das DFB-Pokal-Finale, welches allerdings am 21. Mai 2011 nach Elfmeterschießen gegen den SC Freiburg verloren wurde. In der Folgesaison 2011/12 belegte er mit den Hanseaten erneut den fünften Tabellenplatz der Bundesliga, erreichte das Viertelfinale im DFB-Junioren-Vereinspokal und hatte durch zwei Einsätze in der von Uwe Ehlers trainierten Reservemannschaft der Rostocker in der fünfthöchsten deutschen Spielklasse seinen Anteil am Meistertitel der Oberliga. Seine gezeigten Leistungen blieben nicht unbemerkt, sodass der damalige Hansa-Trainer der Mecklenburger, Wolfgang Wolf, den jungen Österreicher ins Aufgebot der Profimannschaft, welche der dritthöchsten deutschen Spielklasse, der 3. Liga, angehörte, lotste. Ein Profi-Debüt blieb Pfingstner jedoch vergönnt, sodass er sein letztes Jahr in Rostock bei der Reservemannschaft in der Oberliga verbrachte.
2013 kehrte er nach Österreich zum SK Sturm Graz zurück. Sein Bundesliga- und Profidebüt gab er am 27. Spieltag 2013/14 gegen den FK Austria Wien. 2015 wurde er an den Zweitligisten SC Wiener Neustadt ausgeliehen. Zur Saison 2016/17 wurde er fest verpflichtet.
Im Juli 2017 wechselte er zum Regionalligisten USV Allerheiligen und verließ damit den österreichischen Profifußballbereich. Ein Jahr später folgte dann ein Wechsel nach Kalsdorf. Für Kalsdorf kam er zu 18 Einsätzen in der Regionalliga.
Zur Saison 2019/20 wechselte er zum viertklassigen ASK Voitsberg.

## Nach der Profikarriere
Seit 2017 arbeitet Andreas Pfingstner als Tätowierer in einem Studio am Rande eines Gewerbegebiets in Graz.